# 12 мужніх
«12 му́жніх» (англ. 12 Strong; також «12 му́жніх: Розсекре́чена спра́вжня істо́рія кавалери́стів», англ. 12 Strong: The Declassified True Story of the Horse Soldiers), в укр. прокаті «Кавалерія», — американська воєнна драма режисера Неголая Ф'юлсі (дан. Nicolai Fuglsig). Світова прем'єра фільму відбулася 17 січня 2018 року (Філіппіни), в Україні не демонструвався.
Фільм заснований на документальній книзі-бестселері «Кавалерісти» (англ. Horse Soldiers, 2009) журналіста Дуга Стентона; сценарісти — Тед Теллі (англ. Ted Tally) та Пітер Крейґ.

## Синопсис
Фільм розповідає історію першої команди Спеціальних сил, розгорнутих в Афганістані після терактів 11 вересня 2001 року. Під керівництвом командира, який перевівся на штабну посаду але у зв’язку з террактами  11 вересня 2001 року , поновився у статусі командира групи , загін «зелених беретів»(військовослужбовців сил спеціальних операцій  США) повинен співпрацювати з афганським військовим начальником, щоб знищити Талібан.

## У ролях
| Актор          | Роль                                                                             |
| -------------- | -------------------------------------------------------------------------------- |
| Кріс Гемсворт  | Мітч Нельсон, капітан, командир команди                                          |
| Майкл Шеннон   | Гел Спенсер, чіф-ворент-офіцер 5 класу, помічник командира                       |
| Майкл Пенья    | Сем Ділер, сержант першого класу, розвідник                                      |
| Навід Неґабан  | Абдул-Рашид Дустум, генерал, лідер Альянсу, майбутній віце-президент Афганістана |
| Треванте Роудс | Бен Майло, сержант першого класу                                                 |
| Вільям Фіхтнер | Джон Ф. Малголланд-молодший, полковник, командувач 5-ї групи ССО армії США       |
| Джофф Стульц   | Шон Кофферс, рядовий                                                             |
| Остін Стовелл  | Фред Фоллс, штаб-сержант                                                         |
| Саїд Тагмауї   | лідер талібів                                                                    |
| Ельза Патакі   | Джин Нельсон, дружина Мітча                                                      |
| Роб Ріґґл      | Боверз, підполковник                                                             |
| Тейлор Шерідан | Браян, польовий офіцер Відділу спеціальних операцій ЦРУ                          |

## Цікаві факти
- Більшість персонажів фільму мають реальних прототипів; образ командира підрозділу капітана Мітча Нельсона заснований на Марку Натчі (англ. Mark Nutsch),[14] чіф-ворент-офіцера 5 класу Гела Спенсера — на Бобі Пеннінґтоні (англ. Bob Pennington)[15] тощо.
- Актор Роб Ріґґл, який виконує роль підполковника Макса Баверза, командира батальйону 5-ї групи Сил спеціальних операцій, — колишній морський піхотинець і насправді служив під командою Баверза в Афганістані.
- В афганського генерала узбецького походження, якого грає іранський актор Навід Негабан, прізвище — Дустум (Достум), що в багатьох тюркських мовах означає «найкращий друг».
- Австралійський актор Кріс Гемсворт та іспанська акторка Ельза Патакі, які у фільмі граюсь сімейну пару Мітча і Джин Нельсон, одружені в реальному житті, мають трьох дітей.